# 神田美土代町
神田美土代町（かんだみとしろちょう）は、東京都千代田区の町名。住居表示は未実施。「丁目」の設定のない単独町名である。

## 地理
東京都千代田区の北部に位置し、神田地域に属する。町域北部は、神田小川町に接する。東部は神田司町に接する。南部は神田警察通りに接し、これを境に内神田に接する。西部は本郷通りに接し、これを境に神田錦町に接する。主に商業地として利用されている。

## 歴史

### 地名の由来
「神田」も「美土代」も、地名の由来は神社の領田であり、全く同じ意味の単語の言い換えを2個続けた変わった地名である。1872年（明治5年）に美土代町と命名され、美土代町1丁目から美土代町4丁目まである広い地域であった。その後、美土代と称する地域は縮小され1947年（昭和22年）より神田美土代町となる。

## 世帯数と人口
2025年（令和7年）3月1日現在（千代田区発表）の世帯数と人口は以下の通りである。
- 世帯数 : 99世帯
- 人口 : 138人

### 人口の変遷
国勢調査による人口の推移。
| 年                 | 人口 |
| ------------------ | ---- |
| 1995年（平成7年）  | 47   |
| 2000年（平成12年） | 36   |
| 2005年（平成17年） | 27   |
| 2010年（平成22年） | 34   |
| 2015年（平成27年） | 47   |
| 2020年（令和2年）  | 144  |

### 世帯数の変遷
国勢調査による世帯数の推移。
| 年                 | 世帯数 |
| ------------------ | ------ |
| 1995年（平成7年）  | 22     |
| 2000年（平成12年） | 16     |
| 2005年（平成17年） | 14     |
| 2010年（平成22年） | 18     |
| 2015年（平成27年） | 34     |
| 2020年（令和2年）  | 98     |

## 学区
区立小・中学校に通う場合、学区は以下の通りとなる（2017年8月現在）。なお、千代田区の中学校では学校選択制度を導入しており、区内全域から選択することが可能。
- 区域 : 全域
  - 小学校 : 千代田区立千代田小学校
  - 中学校 : 千代田区立麹町中学校 または 千代田区立神田一橋中学校

## 交通
町域内に鉄道駅はないが、地下鉄丸ノ内線・淡路町駅や都営新宿線・小川町駅、千代田線・新御茶ノ水駅が至近にある。

## 事業所
2021年（令和3年）現在の経済センサス調査による事業所数と従業員数は以下の通りである。
- 事業所数 : 154事業所
- 従業員数 : 6,072人

### 事業者数の変遷
経済センサスによる事業所数の推移。
| 年                 | 事業者数 |
| ------------------ | -------- |
| 2016年（平成28年） | 152      |
| 2021年（令和3年）  | 154      |

### 従業員数の変遷
経済センサスによる従業員数の推移。
| 年                 | 従業員数 |
| ------------------ | -------- |
| 2016年（平成28年） | 4,410    |
| 2021年（令和3年）  | 6,072    |

## 施設
- 阿部商会本社
- 住友商事美土代ビル

## その他

### 日本郵便
- 郵便番号 : 101-0053[4]（集配局 : 神田郵便局[17]）。